# Gunbrella
Gunbrella — приключенческая компьютерная игра в жанре экшен-платформера, разработанная американской инди-студией Doinksoft и изданная Devolver Digital. Игра была выпущена на Windows и Nintendo Switch 13 сентября 2023 года.

## Игровой процесс
Gunbrella представляет собой двухмерный платформер в жанре приключенческого экшена, в котором игрок управляет персонажем, вооружённым уникальным гибридом зонта и дробовика под названием «зонтострел». Это устройство выполняет как боевые, так и вспомогательные функции и является основным элементом геймплея. С его помощью можно стрелять, замедлять падение, выполнять прыжки в нужном направлении и отражать вражеские снаряды. При активации в нужный момент зонтострел способен отразить атаку обратно во врага.
Сражения проходят на отдельных уровнях, где враги размещены на расстоянии друг от друга. К некоторым противникам требуется подбирать индивидуальный подход: одних можно атаковать со спины, других — устранить у края платформы, а от выстрелов третьих — защищаться зонтострелом. В отдельных эпизодах игроку предстоит сразиться с боссами. Оружие можно модифицировать с помощью смены боеприпасов или незначительных улучшений. Восстановление очков здоровья осуществляется за счёт пищи.

## Сюжет
Действие игры разворачивается в мире, где природные ресурсы стремительно истощаются. Главным героем выступает суровый лесоруб. Он переживает трагедию: вернувшись с работы домой, он обнаруживает, что его жена убита. Рядом с телом он находит оставленное преступником необычное оружие — гибрид зонта и дробовика, получивший название «зонтострел». Вооружившись им, он отправляется на поиски виновного, преодолевая опасности на своём пути. Вскоре его расследование переплетается с делами гулей, бандитов, полиции, культов и последствий корпоративной эксплуатации.

## Разработка
Gunbrella была разработана американской инди-студией Doinksoft из штата Орегон, известной благодаря играм Gato Roboto и Demon Throttle. Издателем игры выступила компания Devolver Digital. Игра создана на движке GameMaker.
По словам геймдизайнера студии Каллена Двайера, идея «зонтострела» появилась ещё на ранней стадии разработки игры. Команда стремилась найти необычную игровую механику, и концепция оружия, сочетающего в себе зонт и дробовик, сразу показалась им удачной. После завершения разработки Gato Roboto разработчики рассматривали несколько новых прототипов, но в итоге вернулись к этой идее и начали активно её развивать.
На атмосферу Gunbrella повлияли как личные обстоятельства разработчиков, так и социальные события. По словам Двайера, члены студии живут на северо-западе США, где почти постоянно идут дожди, а в период разработки регион переживал лесные пожары, гражданские волнения и начало пандемии COVID-19. По словам Двайера, эти факторы сформировали мрачный тон и тематику игры. Названия многих локаций вдохновлены произведениями антиутопической литературы. Так, например, город Аллендейл получил своё название в честь вымышленного населённого пункта из рассказа Рэя Брэдбери «Будет ласковый дождь», а город Отстрой (англ. Orwell town) — в честь писателя Джорджа Оруэлла. Среди игровых вдохновений упоминается Final Fantasy VII Remake, вышедшая в период ранней разработки.
Визуальный стиль с преобладанием коричнево-красной палитры был задан на ранней стадии разработки игры. По словам Двайера, директор студии Бритт Брэди в то время смотрел сериал «Острые козырьки», что повлияло на художественное оформление игры. Бритт Бреди хотел создать персонажей в стиле стимпанк, и команда развила эту идею. Джозеф Буржуа описал тематику игры следующим образом: «Это похоже на стимпанк, но не совсем, и похоже на игру в стиле Metroid, но тоже не совсем. Это где-то посередине всего». Тематика «нуар-панка» сформировалась позже, с появлением в сюжете элементов расследования.

## Выпуск
Gunbrella была анонсирована в мае 2022 года в рамках Nintendo Indie World Showcase, где было объявлено, что релиз игры запланирован в 2023 году. В сентябре 2022 года демоверсия игры была представлена на выставке PAX West, а в октябре того же года стала доступна в Steam в рамках фестиваля Steam Next Fest. В июле 2023 года был опубликован геймплейный трейлер. 1 сентября 2023 года была объявлена точная дата выхода игры — 13 сентября 2023 года. Игра вышла 13 сентября 2023 года на Windows и Nintendo Switch; одновременно с релизом был опубликован анимированный трейлер.

## Отзывы критиков
| Сводный рейтинг       | Сводный рейтинг         |
| Агрегатор             | Оценка                  |
| --------------------- | ----------------------- |
| Metacritic            | 81/100 (PC) 78/100 (NS) |
| OpenCritic            | 87 %                    |
| Иноязычные издания    |                         |
| Издание               | Оценка                  |
| Destructoid           | 8/10                    |
| Hardcore Gamer        | 4/5                     |
| Nintendo Life         | 8/10                    |
| Shacknews             | 9/10                    |
| TouchArcade           | 4/5                     |
| The Games Machine     | 8.1/10                  |
| Screen Rant           | [ 27 ]                  |
| IGN (Италия)          | 8.2/10                  |
| Paste                 | 6/10                    |
| PC Magazine           | [ 30 ]                  |
| Русскоязычные издания |                         |
| Издание               | Оценка                  |
| StopGame.ru           | «Похвально»             |

Gunbrella получила в «основном положительные» отзывы от критиков согласно сайту-агрегатору рецензий Metacritic. По данным OpenCritic, 87 % критиков рекомендовали эту игру.
Критики высоко оценили игровой процесс игры. Зои Хэндли из Destructoid сравнила игру с Mega Man X, отметив удачную реализацию мобильности и интуитивных механик, доступных с начала. Джордан Хелм из Hardcore Gamer назвал систему передвижения главной сильной стороной игры, подчеркнув её плавность и свободу. Джейкоб Зеранко из Screen Rant положительно оценил стрельбу, назвав оружие универсальным и точно настроенным; по его словам, отдача при выстреле, отбрасывающая героя, придаёт сражениям динамику и ощущение веса, как в игре Hollow Knight. Моисес Таверас из Paste сравнил геймплей игры с гибридом Celeste и Katana Zero, отметив, что в сравнении с ними становятся заметны и слабые стороны игры. Алексей Лихачёв из StopGame также провёл параллель с Celeste, отметив, что платформенные механики игры раскрываются особенно удачно в насыщенных препятствиями уровнях, например, в эпизоде на вершине горы.
Стив Хогарти из Rock Paper Shotgun описал игру как в основном линейное приключение с разветвлёнными уровнями. По его словам, игра ближе по духу к Cave Story, чем к метроидваниям как Hollow Knight. С этим мнением перекликается и рецензия Зои Хэндли из Destructoid, которая также сравнила сюжет игры с Cave Story, отметив его причудливость и условность, поддерживающие атмосферу, но не выдерживающие пристальных вопросов. Алексей Лихачёв из StopGame отметил, что поначалу сюжет игры может показаться скучным из-за отсутствия полноценного вступления, однако по мере раскрытия мира и появления новых деталей история становится более увлекательной. Джесс Элизабет Рид из Nintendo Life также назвала сюжет слабым, несмотря на удачную атмосферу и яркие диалоги; по её мнению, история местами предсказуема и не вызывает сильной эмоциональной вовлечённости.
Зои Хэндли из Destructoid раскритиковала систему вторичного оружия, пояснив, что дробовик с бесконечными патронами делает ограниченное по боеприпасам оружие почти ненужным. Алексей Лихачев из StopGame также отметил, что из-за высокой мощности дробовика многие геймплейные механики теряют смысл. По его словам, альтернативные патроны не мотивируют к использованию, а улучшения малозаметны. Схожее мнение выразил Франсиско Лахос из PC Magazine, указав, что бо́льшую часть игры использовал только дробовик, тогда как альтернативные виды боеприпасов накапливались без надобности и редко требовались в бою.